# LHS 6343
LHS 6343 är en dubbelstjärna belägen i den norra delen av stjärnbilden Lyran. Den har en kombinerad skenbar magnitud av ca 13,435 och kräver ett kraftfullt teleskop för att kunna observeras. Baserat på komponenternas egenskaper beräknas den befinna sig på ett avstånd på ca 119 ljusår (37 parsek) från solen. Den rör sig närmare solen med en heliocentrisk radialhastighet på ca -53 km/s.

## Egenskaper
Primärstjärnan LHS 6343 A är en röd dvärgstjärna i huvudserien av spektralklass M4 V. Den har en massa som är ca 0,36 solmassa, en radie som är ca 0,37 solradie och har en effektiv temperatur av ca 3 400 K.
Följeslagaren LHS 6343 B är en röd dvärgstjärna av spektralklass M5 V med en massa av ca 0,29 solmassa och en radie av ca 0,39 solradie och har en effektiv temperatur av ca 3 350 K.  De två stjärnorna har upplösts individuellt med hjälp av adaptiv optik, som visar en vinkelseparation på 0,55 bågsekund, motsvarande ett avstånd på cirka 20 astronomiska enheter (AE).
En brun dvärg kretsar kring LHS 6343 A på nära avstånd och passerar den periodvis. Den är betecknad LHS 6343 C och ligger i den bruna dvärgöknen, en zon runt stjärnor där mycket få bruna dvärgar har upptäckts. LHS 6343 C kretsar kring primärstjärnan på ett avstånd av endast 0,0797 AE med en omloppsperiod av 12,7 dygn. Den är ca 5 miljarder år gammal, och modeller tyder på att den bruna dvärgen har en yttemperatur på 1 130 K. Systemhierarkin liknar NLTT 41135, en annan dubbel röd dvärg med en brun dvärg som kretsar kring en av stjärnorna.

## Planetsystem
LHS 6343 kan ha en massiv exoplanet i systemet. Under 2012 analyserades transittidsvariation för eventuella substellära följeslagare som kan störa den bruna dvärgen i dess normala omloppsbana. Ett sådant objekt skulle vara mindre massivt än Jupiter och dess omloppstid skulle vara 3,5 till 8 gånger större än den bruna dvärgens. Men den hypotetiska störningens existens har inte bekräftats och motiverar fler observationer av systemet.
| Planet         | Massa        | Halv storaxel (AE) | Siderisk omloppstid (d) | Excentricitet | Inklination | Radie |
| -------------- | ------------ | ------------------ | ----------------------- | ------------- | ----------- | ----- |
| b (obekräftad) | 0,1 – 1,0 MJ | -                  | 44,45 – 101,6           | -             | -           | -     |